# ایشاهان
ایشاهان (به نروژی: Ihsahn)، زاده شده با نام ویگارد اسویر تیویتن (به نروژی: Vegard Sverre Tveitan) (زادهٔ ۱۰ اکتبر ۱۹۷۵) موسیقی‌دان، ترانه‌نویس، تهیه‌کننده اهل نروژ است. وی از سال ۱۹۹۰ میلادی تاکنون مشغول فعالیت بوده‌است و بیشترین شهرت وی به خاطر کار با یکی از گروه‌های بلک متال نروژی با نام امپراطور است.
تیویتن در شهر نوتودن نروژ به دنیا آمد. او در یک مزرعه بزرگ روستایی بزرگ شد و نواختن پیانو را از شش سالگی و گیتار را از ده سالگی آغاز کرد.